# Gregory (Bischof, Dunkeld)
Gregory († 1169) war ein schottischer Geistlicher und Bischof von Dunkeld.
Über Gregorys Leben, bevor er Bischof wurde, ist nichts bekannt. Er wurde spätestens 1147 Bischof der Diözese Dunkeld, denn er bezeugte als Bischof zusammen mit dem in diesem Jahr gestorbenen Bischof John von Glasgow eine Urkunde. Als Bischof bezeugte er für die schottischen Könige David I., Malcolm IV. und Wilhelm I. noch weitere Urkunden. 1163 nahm er am Konzil von Tours teil.